# Arcinazzo Romano
Arcinazzo Romano é uma comuna italiana da região do Lácio, província de Roma, com cerca de 1.335 habitantes. Estende-se por uma área de 28 km², tendo uma densidade populacional de 48 hab/km². Faz fronteira com Affile, Jenne, Piglio (FR), Roiate, Serrone (FR), Subiaco, Trevi nel Lazio (FR).

## Demografia
| Variação demográfica do município entre 1861 e 2011                               |
|                                                                                   |
| Fonte: Istituto Nazionale di Statistica (ISTAT) - Elaboração gráfica da Wikipedia |